# 楓橋経験

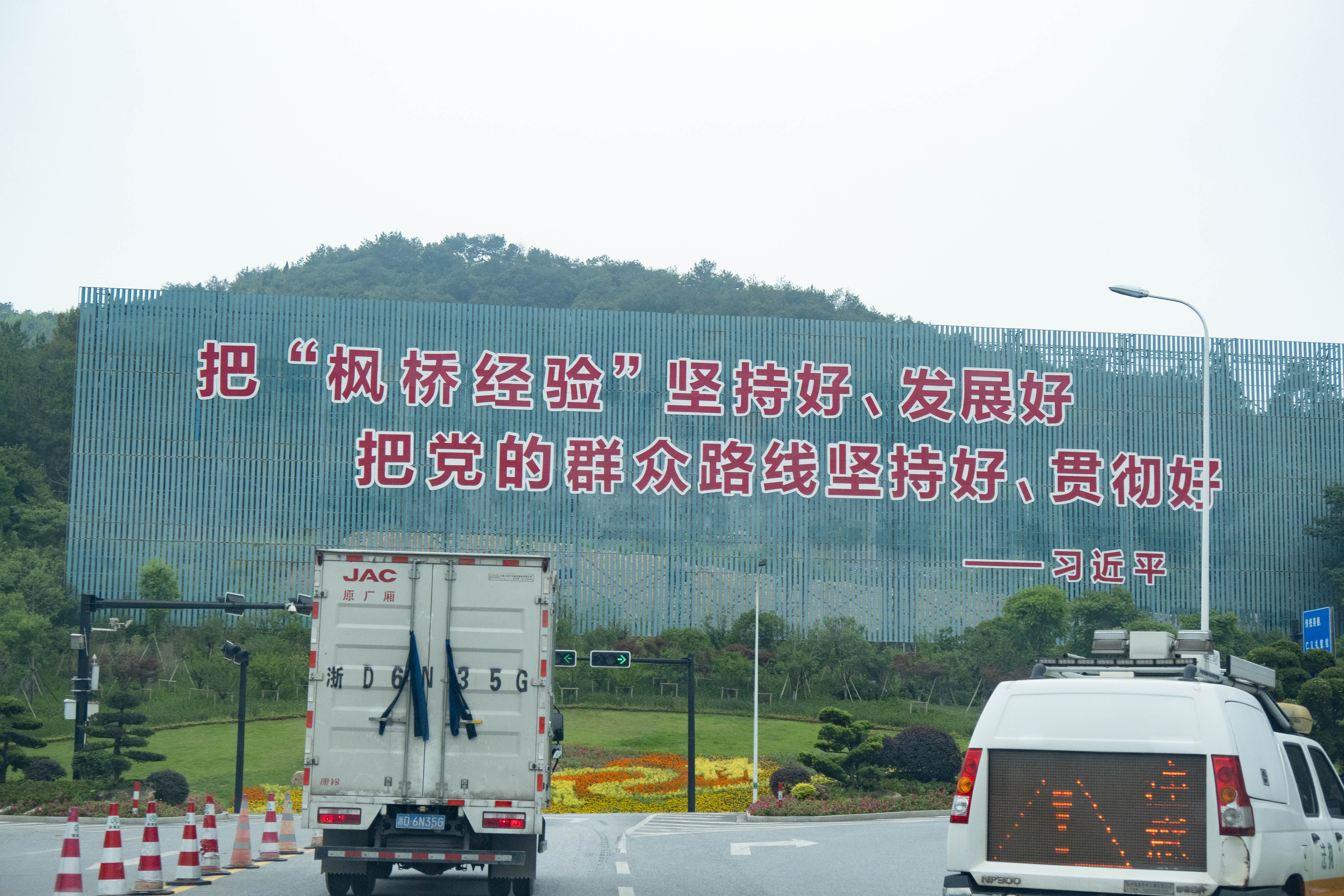
高速道路の出口に掲げられている“楓橋経験”の宣伝標語。「楓橋経験を継続し、よく発展させ、党の群衆路線を継続し、しっかりと貫徹しよう。習近平」と書かれている。

楓橋経験（ふうきょうけいけん）とは、中国で国民が相互に監視する治安維持活動。2024年3月に開催された全国人民代表大会で国務院総理の李強が「新時代の楓橋経験を堅持し発展させる」と発言して注目を浴びている。

## 歴史
1960年代の毛沢東時代に浙江省紹興市諸曁市楓橋鎮という農村で始まった治安維持の方法で、毛沢東が賞賛したことから全国に広がった。国民全員が監視・密告する社会が形成されて、それが文化大革命で使われた。
文化大革命では資本主義的とみなされた人など数千万人が密告・迫害を受けたが、密告・迫害は公安ではなく一般民衆が実行している。
国家主席の習近平は諸曁市にある「楓橋経験陳列館」を訪れた際に、「党の大衆路線を堅持して人民の内部矛盾を正しく処理し、発芽段階で解決すべき」と発言し、近隣で問題が起きた時は、その問題が大きくなる前に住民自ら解決することを促した。中国政府司法部によると、楓橋経験派出所は全国に1313か所あり、年平均600万件を解決しているとしている。